# ママの店

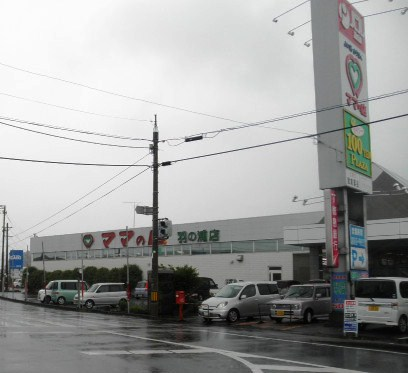
羽ノ浦店

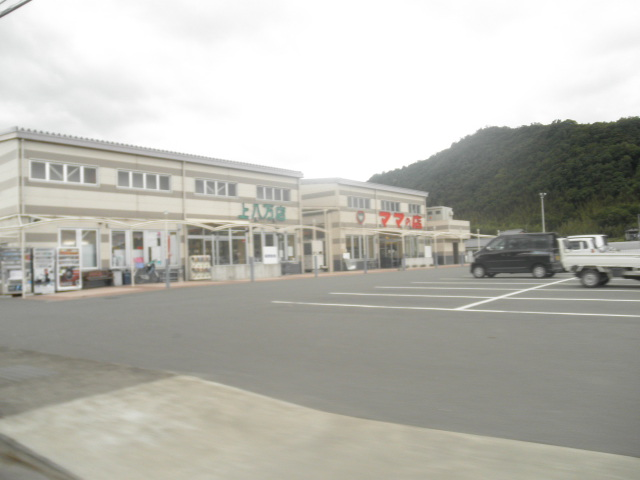
上八万店

株式会社ママの店（ママのみせ）は、徳島県で展開しているスーパーマーケットである。かつては県下全域にチェーン展開を行っていたが、現在は「板野鮮魚」の名称で、板野郡藍住町の1店舗のみを営業している。

## 概要
過去には最大で3企業が同じ屋号で営業していたため混同されやすい。特売をはじめとするサービス内容は企業ごとに異なり、クーポン券などの相互利用はできない。
後述の同名企業（破産）とは別会社である。取引銀行は、阿波銀行および百十四銀行としている。

## 店舗
- 板野鮮魚（板野郡藍住町）

### かつて存在した店舗
- 木太店（香川県高松市木太町）
- 松茂店（板野郡松茂町）
- 勝瑞店（板野郡藍住町）
- 羽ノ浦店（阿南市羽ノ浦町）
- 上八万店（徳島市上八万町）
- 田宮店（徳島市南田宮）
- 石井店（名西郡石井町）
- 鴨島店  (吉野川市鴨島町)

## その他のママの店
徳島県内には、同じ屋号で営業している企業が過去に3企業存在していた。
株式会社ママの店（徳島市国府町）
2008年9月1日以降は代表者が行方不明となり、店舗を閉鎖し事業停止の状態となっていた。これを受けて債権者の徳島銀行は同月12日、徳島地方裁判所に第三者破産を申し立て、同月16日に破産手続開始決定がなされた。負債は約23億円。
- 本社
  - 〒779-3122 徳島県徳島市国府町府中102番地1（国府ママの店と同所）
- かつて存在した店舗
  - 国府ママの店（徳島市国府町）
  - ママ市場（板野郡藍住町）
  - 八福神ママの店（吉野川市鴨島町上下島）
  - 津田ママの店（徳島市津田本町）
  - 新浜ママの店（徳島市新浜本町）

株式会社ティーアンドエム
- 本社
  - 〒776-0020 徳島県吉野川市鴨島町西麻植字麻植市56番地1（鴨島店と同所）
- 店舗
  - 鴨島店（吉野川市鴨島町）[4][5]